# Tour de France 1959
Il Tour de France 1959, quarantaseiesima edizione della Grande Boucle, si svolse in ventidue tappe tra il 25 giugno e il 18 luglio 1959, per un percorso totale di 4 355 km.
Fu vinto per la prima ed unica volta dallo scalatore spagnolo Federico Bahamontes (peraltro al primo podio nella Grande Boucle). 
Bahamontes, chiamato "l'Aquila di Toledo", fu il primo corridore spagnolo della storia capace di imporsi al Tour de France. Prima di lui, ma sul terzo gradino, era salito sul podio di Parigi soltanto un altro suo connazionale, Bernardo Ruiz nell'edizione del 1952.
La Spagna dovrà attendere quattordici anni per rivedere un suo corridore salire in maglia gialla sul più alto gradino del podio di Parigi.
Bahamontes terminò le proprie fatiche sulle strade transalpine con il tempo di 123h46'45" davanti a due corridori francesi. 
Nella seconda posizione della graduatoria generale si classificò il passista-scalatore Henry Anglade (all'unico podio della carriera al Tour). 
Al terzo posto della classifica generale si piazzò il passista-cronoman Jacques Anquetil (per il fuoriclasse normanno si trattò della seconda volta sui gradini del podio della Grande Boucle dopo la vittoria nell'edizione del 1957).

## Tappe
| Tappa  | Data      | Percorso                             | km    | Vincitore di tappa  | Leader cl. generale |
| ------ | --------- | ------------------------------------ | ----- | ------------------- | ------------------- |
| 1ª     | 25 giugno | Mulhouse > Metz                      | 238   | André Darrigade     | André Darrigade     |
| 2ª     | 26 giugno | Metz > Namur (BEL)                   | 240   | Vito Favero         | André Darrigade     |
| 3ª     | 27 giugno | Namur (BEL) > Roubaix                | 217   | Robert Cazala       | Robert Cazala       |
| 4ª     | 28 giugno | Roubaix > Rouen                      | 230   | Dino Bruni          | Robert Cazala       |
| 5ª     | 29 giugno | Rouen > Rennes                       | 286   | Jean Graczyk        | Robert Cazala       |
| 6ª     | 30 giugno | Blain > Nantes (cron. individuale)   | 45    | Roger Rivière       | Robert Cazala       |
| 7ª     | 1º luglio | Nantes > La Rochelle                 | 190   | Roger Hassenforder  | Robert Cazala       |
| 8ª     | 2 luglio  | La Rochelle > Bordeaux               | 201   | Michel Dejouhannet  | Robert Cazala       |
| 9ª     | 3 luglio  | Bordeaux > Bayonne                   | 207   | Marcel Queheille    | Eddy Pauwels        |
|        | 4 luglio  | giorno di riposo                     |       |                     |                     |
| 10ª    | 5 luglio  | Bayonne > Bagnères-de-Bigorre        | 235   | Marcel Janssens     | Michel Vermeulin    |
| 11ª    | 6 luglio  | Bagnères-de-Bigorre > Saint-Gaudens  | 119   | André Darrigade     | Michel Vermeulin    |
| 12ª    | 7 luglio  | Saint-Gaudens > Albi                 | 184   | Rolf Graf           | Michel Vermeulin    |
| 13ª    | 8 luglio  | Albi > Aurillac                      | 219   | Henry Anglade       | Jos Hoevenaers      |
| 14ª    | 9 luglio  | Aurillac > Clermont-Ferrand          | 231   | André Le Dissez     | Jos Hoevenaers      |
| 15ª    | 10 luglio | Puy de Dôme (cron. individuale)      | 13    | Federico Bahamontes | Jos Hoevenaers      |
| 16ª    | 11 luglio | Clermont-Ferrand > Saint-Étienne     | 210   | Dino Bruni          | Eddy Pauwels        |
|        | 12 luglio | giorno di riposo                     |       |                     |                     |
| 17ª    | 13 luglio | Saint-Étienne > Grenoble             | 197   | Charly Gaul         | Federico Bahamontes |
| 18ª    | 14 luglio | Le Lautaret > Aosta (ITA)            | 243   | Ercole Baldini      | Federico Bahamontes |
| 19ª    | 15 luglio | Saint-Vincent (ITA) > Annecy         | 251   | Rolf Graf           | Federico Bahamontes |
| 20ª    | 16 luglio | Annecy > Chalon-sur-Saône            | 202   | Brian Robinson      | Federico Bahamontes |
| 21ª    | 17 luglio | Seurre > Digione (cron. individuale) | 69    | Roger Rivière       | Federico Bahamontes |
| 22ª    | 18 luglio | Digione > Parigi                     | 331   | Joseph Groussard    | Federico Bahamontes |
| Totale | Totale    | Totale                               | 4 355 |                     |                     |

## Squadre e corridori partecipanti
| N.      | Cod.    | Squadra                  |
| ------- | ------- | ------------------------ |
| 1-12    | NLD/LUX | Paesi Bassi/ Lussemburgo |
| 21-32   | BEL     | Belgio                   |
| 41-52   | ITA     | Italia                   |
| 61-72   | FRA     | Francia                  |
| 81-92   | ESP     | Spagna                   |
| 101-112 | CHE/DEU | Svizzera/ Germania       |
| 121-132 | INT     | Internazionali           |
| 141-152 | CMD     | Centro-Midi              |
| 161-172 | PNE     | Parigi-Nord Est          |
| 181-192 | OSO     | Ovest-Sud Ovest          |

## Resoconto degli eventi
Al Tour 1959 parteciparono 120 corridori, dei quali 65 giunsero a Parigi.
Il Tour de France 1959 fu un'edizione tattica, con i francesi a controllarsi l'uno contro l'altro. In particolare, Jacques Anquetil cercò in tutti i modi di evitare il trionfo del connazionale Henry Anglade, mentre i due principali scalatori della competizione, l'iberico Federico Bahamontes ed un Charly Gaul fuori-classifica, si allearono proprio in funzione anti-francese, avendo la meglio alla fine.
Federico Bahamontes fu leader della classifica generale al termine delle ultime sei tappe sulle ventidue totali. Egli vinse la frazione a cronometro di Puy de Dôme (15ª tappa).
Quattro furono i corridori a vincere il maggior numero di tappe (due ciascuno) su un totale di ventidue frazioni previste in questa edizione: Dino Bruni, Rolf Graf, Roger Rivière e André Darrigade.

## Classifiche finali

### Classifica generale - Maglia gialla
| Pos. | Corridore           | Squadra     | Tempo      |
| ---- | ------------------- | ----------- | ---------- |
| 1    | Federico Bahamontes | Spagna      | 123h46'45" |
| 2    | Henry Anglade       | Centro-Midi | a 4'01"    |
| 3    | Jacques Anquetil    | Francia     | a 5'05"    |
| 4    | Roger Rivière       | Francia     | a 5'17"    |
| 5    | François Mahé       | Ovest-SO    | a 8'22"    |
| 6    | Ercole Baldini      | Italia      | a 10'18"   |
| 7    | Jan Adriaensens     | Belgio      | s.t.       |
| 8    | Jos Hoevenaers      | Belgio      | a 11'02"   |
| 9    | Gérard Saint        | Ovest-SO    | a 17'40"   |
| 10   | Jean Brankart       | Belgio      | a 20'38"   |

### Classifica a punti - Maglia verde
| Pos. | Corridore           | Squadra        | Punti |
| ---- | ------------------- | -------------- | ----- |
| 1    | André Darrigade     | Francia        | 613   |
| 2    | Gérard Saint        | Ovest-SudOvest | 524   |
| 3    | Jacques Anquetil    | Francia        | 503   |
| 4    | Federico Bahamontes | Spagna         | 425   |
| 5    | Charly Gaul         | Lussemburgo    | 425   |

### Classifica scalatori
| Pos. | Corridore           | Squadra        | Punti |
| ---- | ------------------- | -------------- | ----- |
| 1    | Federico Bahamontes | Spagna         | 73    |
| 2    | Charly Gaul         | Lussemburgo    | 68    |
| 3    | Gérard Saint        | Ovest-SudOvest | 65    |
| 4    | Valentin Huot       | Centro-Midi    | 33    |
| 5    | Roger Rivière       | Francia        | 27    |

### Classifica a squadre
| Pos. | Squadra         | Tempo      |
| ---- | --------------- | ---------- |
| 1    | Belgio          | 372h02'13" |
| 2    | Francia         | a 31'25"   |
| 3    | Centro-Midi     | a 59'01"   |
| 4    | Ovest-Sud Ovest | a 1h17'38" |
| 5    | Spagna          | a 2h17'22" |